# Dmitri Grusdew
Dmitri Nikolajewitsch Grusdew (kasachisch-kyrillisch Дмитрий Николаевич Груздев; * 13. März 1986 in Zelinograd, Kasachische SSR, Sowjetunion) ist ein kasachischer Radrennfahrer.

## Sportliche Laufbahn
Dmitri Grusdew begann seine Karriere 2006 bei dem kasachischen Continental Team Capec. Bei den Asienspielen 2006 in Doha gewann er mit seinen Landsmännern Andrei Misurow, Ilja Tschernyschow und Alexander Dymowskich, die allesamt bei derselben Mannschaft unter Vertrag standen, die Goldmedaille im Mannschaftszeitfahren vor dem Iran und den Japanern.
Zur Saison 2012 erhielt Grusdev einen regulären Vertrag beim UCI WorldTeam Astana, für das er im Vorjahr als Stagiaire fuhr. In seinem ersten Vertragsjahr gelang ihm mit dem Gesamtsieg der Tour of Hainan 2012 sein bis dahin größter internationaler Erfolg. Für diese Mannschaft bestritt er neun Grand Tours, von denen er acht beendete (Stand 2023).
Bis 2023 wurde Grusdew sechsmal Asienmeister: 2014  im Mannschaftszeitfahren, 2017 im Mannschafts- sowie im Einzelzeitfahren, 2018 erneut im Mannschaftszeitfahren. 2019 wurde er asiatischer Einzelzeitfahrmeister und 2023 asiatischer Meister in der Mixed-Staffel. 2011, 2012 und 2016 wurde er kasachischer Meister im Einzelzeitfahren.

## Erfolge
2006

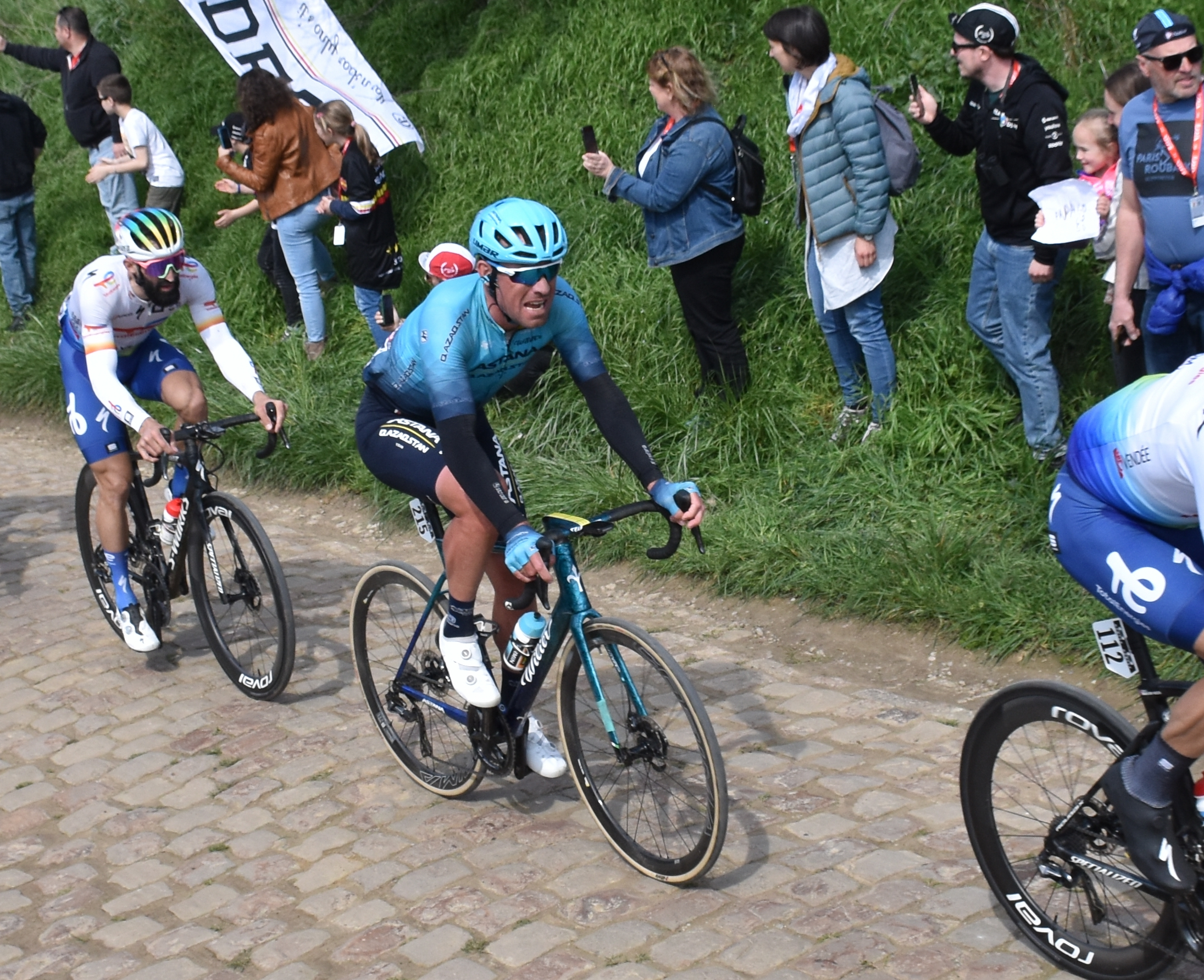
Dmitri Grusdew (Paris–Roubaix 2023)

- Asienspielesieger – Mannschaftszeitfahren (mit Alexei Luzenko, Andrei Seiz, Daniil Fominych, Sandos Bitsigitow und Baqtijar Qoschatajew)

2008
- Prolog Tour of Hainan

2011
- Asienmeisterschaft – Einzelzeitfahren
- Kasachischer Meister – Einzelzeitfahren

2012
- Asienmeisterschaft – Einzelzeitfahren
- Kasachischer Meister – Einzelzeitfahren
- Gesamtwertung und eine Etappe Tour of Hainan

2014
- Asienmeister – Einzelzeitfahren

2016
- Kasachischer Meister – Einzelzeitfahren
- Mannschaftszeitfahren Burgos-Rundfahrt

2017
- Asienmeister – Einzelzeitfahren, Mannschaftszeitfahren

2018
- Asienmeister – Mannschaftszeitfahren

2019
- Asienmeister – Einzelzeitfahren

2023
- Asienmeister – Mixed-Staffel

2024
- Asienmeister – Mixed-Staffel
- Asienmeisterschaften – Einzelzeitfahren
- Kasachischer Meister – Einzelzeitfahren

2025
- Asienmeister – Mixed-Staffel
- Asienmeisterschaften – Einzelzeitfahren

## Grand-Tour-Platzierungen
| Grand Tour            | 2013 | 2014 | 2015 | 2016 | 2017 | 2018 | 2019 | 2020 | 2021 | 2022 | 2023 | 2024 |
| --------------------- | ---- | ---- | ---- | ---- | ---- | ---- | ---- | ---- | ---- | ---- | ---- | ---- |
| Giro d’ItaliaGiro     | 145  | –    | –    | –    | –    | –    | –    | –    | –    | –    | –    | –    |
| Tour de FranceTour    | –    | 130  | 131  | –    | 115  | DNF  | –    | –    | 113  | 113  | –    | –    |
| Vuelta a EspañaVuelta | –    | –    | –    | 119  | –    | –    | –    | 93   | –    | –    | –    | –    |